# Balnio ežeras ir jo apyežerės
Balnio ežeras ir jo apyežerės este o arie protejată (arie specială de conservare — SAC, sit de importanță comunitară — SCI) din Lituania întinsă pe o suprafață de 14,4 ha, integral pe uscat.

## Localizare
Centrul sitului Balnio ežeras ir jo apyežerės este situat la coordonatele 55°45′39″N 25°53′17″E / 55.7608°N 25.8881°E.

## Înființare
Situl Balnio ežeras ir jo apyežerės a fost declarat sit de importanță comunitară în februarie 2004 pentru a proteja 2 specii de plante și 1 specie de animale. Situl a fost protejat și ca arie specială de conservare în martie 2019.

## Biodiversitate
Situată în ecoregiunea boreală, aria protejată conține 2 habitate naturale: Lacuri eutrofice naturale cu vegetație de tip Magnopotamion sau Hydrocharition, Mlaștini turboase de tranziție și turbării mișcătoare.
La baza desemnării sitului se află mai multe specii protejate:
- plante (2): turiță (Agrimonia pilosa), moșișoare (Liparis loeselii)
- nevertebrate (1): libelule (Leucorrhinia pectoralis)

Pe lângă speciile protejate, pe teritoriul sitului au mai fost identificate 2 specii de plante.